# Irankrisen 1946

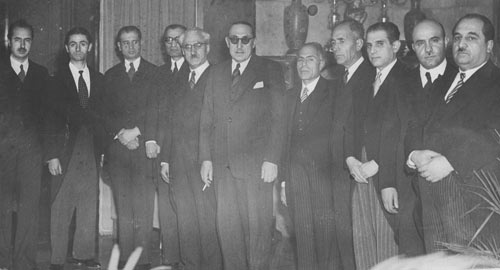
Ahmed Qavams iranska delegation på besök i Moskva.

Irankrisen 1946, även känd som Azarbaijankrisen (persiska: غائله آذربایجان) i iranska källor, var en av de första internationella kriserna under det kalla kriget och utlöstes av Sovjetunionens invasion och ockupation av den iranska provinserna Azarbaijan och Kordestan. Krisen pågick sammantaget under drygt ett år, från slutet av november 1945 till den 15 december 1946.

## Bakgrund
Under shahen Reza Pahlavi förblev Iran neutralt i det andra världskriget men 1941 invaderade de allierade landet i syfte att motverka Tysklands inflytande och för att få kontroll över den transiranska järnvägen. Den sovjetiska Röda armén invaderade Iran i norr och Storbritannien ockuperade landet i söder och i mitten. Reza Pahlavi avsattes och tvingades i exil och hans son Mohammad Reza kom till makten. Iran användes av de allierade som en transportväg för att förse den brittiska armén med iransk olja och för att ge viktiga förnödenheter till Sovjetunionens krigsansträngningar. Sommaren 1945 lovade de allierade styrkorna att dra sig tillbaka från Iran inom sex månader men när denna deadline kom i början av 1946 blev de sovjetiska trupperna kvar i landet.
Joseph Stalin vägrade att lämna ockuperade iranskt territorium trots upprepade försäkringar. Farhågorna växte både i Iran och i USA för att Sovjetunionen skulle annektera norra Iran. Prosovjetiska iranska kommunister utropade "Azarbaijans folkstyre" i provinsen Azarbaijan med en regering ledd av Jafar Pishevari, och Mahabadrepubliken i provinsen Kordestan, ledd av Qazi Muhammad. De hade mycket aktivt sovjetiskt stöd i form av ideologisk propaganda, militärt skydd, vapen och träning. Ockupationen stöddes också av det iranska marxitiskleninistiska Tudehpartiet och dess hemliga militära organisation TPMO.
Irans premiärminister Ahmed Qavams förhandlingar med Stalin i Moskva ledde så småningom till ett sovjetiskt tillbakadragande och att iranska trupper återtog ockuperad iransk mark.

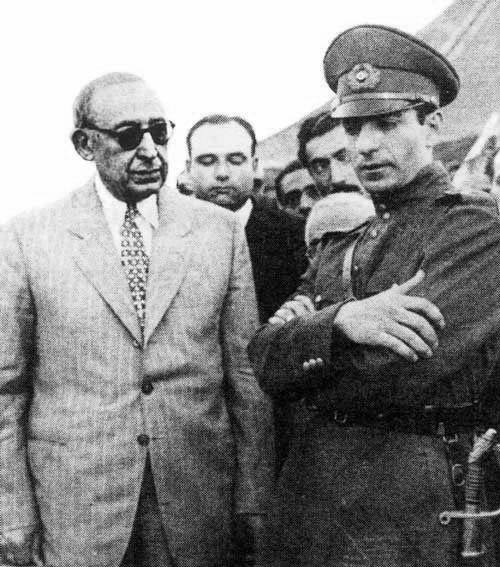
Shahen Mohammad Réza Pahlavi och premiärminister Ahmed Qavam under krisen 1946.

## Iran återtar ockuperad mark
Ahmed Qavam lyckades övertyga Stalin att dra tillbaka sina trupper i utbyte mot bildandet av ett iranskt-sovjetiskt oljebolag, varefter utbrytarrepublikerna snabbt föll. Den 15 december återtog iranska trupper området som och ställde upprorsledarna inför rätta. Pishevari lyckades fly till Baku i dåvarande Sovjetunionen medan Qazi Mohammed avrättades för landsförräderi. Många kurdiska stamledare välkomnade avrättningen av Mohammad som de betraktade som Sovjetunionens marionettdocka.
Något iranskt-sovjetiskt oljebolag bildades aldrig eftersom förslaget inte fick stöd i det iranska parlamentet (majles) vilket Qavam sannolikt på förhand var medveten om.

## Det kalla kriget
Irankrisen 1946 var en av det kalla krigets första händelser utanför Europa och fördjupade den ouppklarade politiska relationen mellan stormakterna USA och Sovjetunionen efter deras gemensamma seger i det andra världskriget. Sovjetunionens ockupation lade grunden för USA:s president Harry S. Trumans relationer med Iran och formade USA:s förståelse av det sovjetiska systemets natur och dess expansionistiska tendenser. På så sätt bidrog Irankrisen till att forma Trumandoktrinen om det kalla kriget.